# Schmidtbank
Die Schmidtbank (Eigenschreibweise: SchmidtBank) war eine private deutsche Regionalbank in Nordbayern, Sachsen und Thüringen. Sie wurde 1828 gegründet und bestand bis 2005. Die Bankleitzahl des Institutes war 78030070, die SWIFT-Adresse KSBHDE77.

## Geschichte
Das Unternehmen wurde 1828 in Wunsiedel im Fichtelgebirge von Christian Karl Matthäus Schmidt gegründet. Bei der Einführung des Handelsregisters in Bayern wurde als Unternehmensname (Firma) Karl Schmidt Bankgeschäft (Abkürzung KSB) vermerkt. Eigentümer des Unternehmens war bis ins Jahr 2001 die Bankiersfamilie Schmidt. Bis 2001 hat der Bankier Karl Gerhard Schmidt die Bank maßgeblich geprägt.
Neben der Familie Schmidt war eine weitere fränkische Unternehmerfamilie maßgeblich am Unternehmen beteiligt: Bereits Ende des 19. Jahrhunderts musste das Bankhaus Karl Schmidt zum ersten Mal gerettet werden, dies geschah durch Theodor Kispert, dessen Erben bis ins Jahr 1989 entscheidend mit den Aufschwung der Bank prägten.

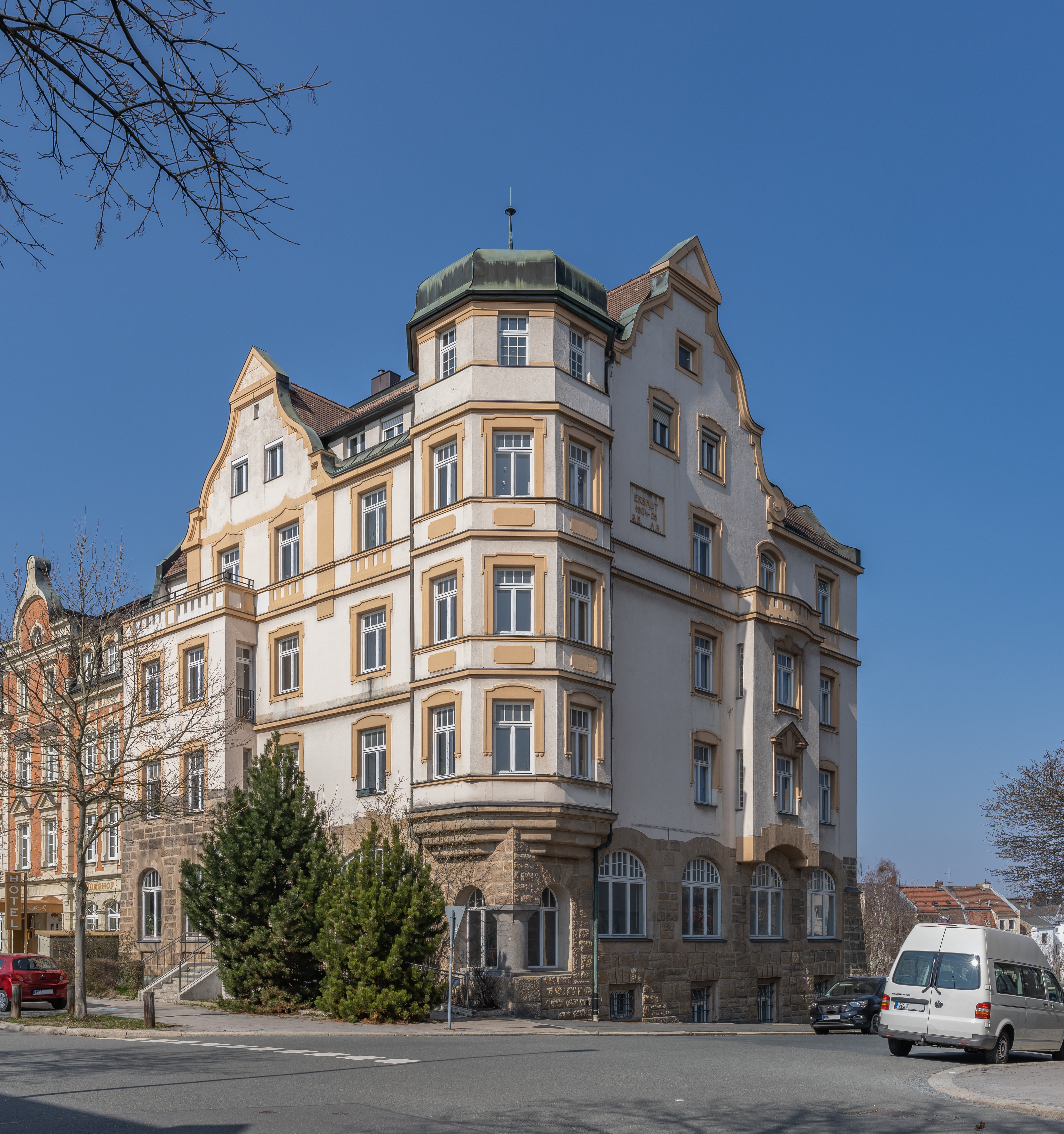
Erste Niederlassung in der Bahnhofstraße in Hof

Der Hauptsitz der Privatbank wurde um 1900 von Wunsiedel nach Hof verlegt. In Hof gab es auch eine Filiale der Reichsbank. Dadurch ergaben sich Vereinfachungen im Geschäftsbetrieb.
Die Einzugsgebiete waren zunächst Fichtelgebirge, Frankenwald, Oberpfälzer Wald, Bayerischer Wald sowie die Städte Hof, Marktredwitz, Weiden, Schwandorf, Cham, Bayreuth und nach dem Zweiten Weltkrieg auch Nürnberg.
Die KSB realisierte eine stetige Erweiterung des Filialnetzes auch durch die Übernahme von Privatbanken wie das Nürnberger Bankhaus Walk & Grün (1958) und das Bankhaus Hagenbauer (1964). Im Jahre 1967 wurde das Bankgeschäft Fidel Schub in Viechtach übernommen.
Die Schmidtbank war zudem an der Kupfer-Bank KG in Nürnberg mit Filialen in Ansbach und Roth beteiligt. Diese Bank wurde 1977 mit der Schmidtbank verschmolzen.
Persönlich haftender Gesellschafter des Bankhauses Karl Schmidt war in den 1980er Jahren der Bankier Georg Becher (* 1905 in Bayreuth). Nach dem Fall der Mauer in Deutschland 1989 eröffnete die Schmidtbank Filialen in Sachsen und Thüringen. Speziell im Vogtland und Erzgebirge sowie in den Städten Chemnitz und Zwickau entstand in den 1990er Jahren ein dichtes Filialnetz. Zudem übernahm man 1992 die Fürst Thurn und Taxis Bank. In Bamberg und Leipzig waren 2000 bzw. 2001 mit der Gründung neuer Filialen, in Dresden mit dem Kauf der dortigen Niederlassung der Weberbank jeweils Plattformen für einen neuen Marktauftritt geschaffen worden. Die Ausweitung hatte ursprünglich das Ziel, sich ausschließlich auf lukratives und risikoarmes Vermögensanlagegeschäft mit wohlhabenden Kunden zu konzentrieren.
Insgesamt hatte die Bank über 125 Niederlassungen. Mitte der 1990er Jahre begann die Schmidtbank neue Geschäftsfelder zu erschließen. Niederlassungen im Ausland wurden eröffnet (Luxemburg, Tschechien, Schweiz), das Produktportfolio wurde in Richtung Allfinanz-Betreuung erweitert (Fondsverwaltung, Immobiliendienst, Versicherungsmakler, Leasing). Die Schmidtbank gründete die Direktbank Consors und bot Verwaltungs- und IT-Dienstleistungen für andere Banken an.
Die Schmidtbank machte nicht nur reines Bankgeschäft, das vor allem auch die Betreuung kleiner und mittlerer Unternehmen umfasste, sondern übernahm auch das Sponsoring von Sportveranstaltungen und förderte Kultur.

## Untergang
Die Schmidtbank bekam ab Ende der 1990er Jahre erhebliche wirtschaftliche Schwierigkeiten und wurde 2001 von einer Auffanggesellschaft Medusa übernommen. Dieser Auffanggesellschaft gehörten die deutschen Großbanken (Dresdner Bank, Deutsche Bank, HypoVereinsbank und Commerzbank) sowie die Bayerische Landesbank an. Die Medusa übernahm die Schmidtbank in einer Rettungsaktion und verhinderte so ein Moratorium. Die Großbanken waren mit 79 % und die Bayerische Landesbank mit 21 % beteiligt.
Als Geschäftsführer wurde Paul Wieandt bestellt. Die Schmidtbank GmbH & Co. KGaA wurde schließlich in eine GmbH (Resba GmbH, AG Hof HRB 3697) umgewandelt. Viele Unternehmen der Schmidtbank-Gruppe wurden verkauft – so auch Consors – und ein Teil der Filialen wurde aufgelöst. Paul Wieandt leitete die Zerschlagung der Schmidtbank bis zu seinem Tod im Jahre 2007.

### Commerzbank
Im Jahr 2004 wurden die verbliebenen Filialen und der Name Schmidtbank von der Commerzbank übernommen. Seit März 2005 werden die ehemaligen Filialen der Schmidtbank als „Commerzbank“-Geschäftsstellen weitergeführt. Die Bezeichnung Schmidtbank wird nicht mehr verwendet. Das Unternehmen war 177 Jahre am Markt präsent.

### Delmora Bank / Archon Capital Bank Deutschland
Die Problemkredite der Bank wurden in die Delmora Bank GmbH ausgegliedert. Die Delmora Bank übernahm auch Problemkredite anderer Bankhäuser. Beim Bankhaus Delbrück in Köln konnte durch den Verkauf schlechter Kredite an die Delmora Bank ein Moratorium abgewendet werden.
2005 übernahm ein Tochterunternehmen der Investment Bank Goldman Sachs die Delmora Bank. Goldman Sachs sieht in der Abwicklung von Problemkrediten ein lukratives Geschäftsfeld. Ab April 2007 wird die Delmora Bank GmbH als Archon Capital Bank Deutschland geführt. Archon ist ein Tochterunternehmen von Goldman Sachs.

### Resba
Die Schmidtbank-Zentrale mit dem Immobilienbereich wurde in Resba GmbH (Abkürzung für Restbank) umbenannt. Im Oktober 2005 verlegte die Resba GmbH ihren Sitz von der repräsentativen Schmidtbank Zentrale in der Hofer Ernst-Reuter-Straße in die ehemalige Filiale in der Bahnhofstraße. Der Neubau der Schmidtbank-Zentrale von 2003 wurde an den Freistaat Bayern verkauft. In dem Gebäude ist seit März 2006 die Dienststelle Hof des Bayerischen Landesamtes für Umwelt untergebracht.

### Gerichtsverfahren
Ab Oktober 2006 wurde in einem Prozess vor dem Landgericht Hof geklärt, ob es beim Niedergang der Schmidtbank strafrechtlich relevante Vorkommnisse gab. Die Verteidigung wies dabei auf Interessen der Großbanken hin, den deutschen Bankenmarkt zu bereinigen und zu konsolidieren. Die Zerschlagung der Schmidtbank wäre diesem Ziel zuträglich gewesen. Am 22. August 2007 sprach das Gericht Karl Gerhard Schmidt vom Vorwurf des Betrugs zum Nachteil von Schmidtbank-Kunden frei. Ein Fall von Untreue zum Schaden der Schmidtbank wurde als strafrechtlich relevant eingestuft. Das Strafmaß war ein Jahr Freiheitsstrafe, ausgesetzt zur Bewährung, dazu kam eine Geldbuße. Anschließend beantragten nacheinander Karl Gerhard Schmidt und die Staatsanwaltschaft ein Revisionsverfahren beim Bundesgerichtshof in Karlsruhe. Später zogen beide Seiten den Antrag zurück.